# Yukuhashi
Yukuhashi (japanisch 行橋市, Yukuhashi-shi) ist eine Stadt in der Präfektur Fukuoka in Japan.

## Geographie
Yukuhashi liegt südlich von Kitakyūshū.

## Geschichte
Yukuhashi war früher eine Poststation und ein Marktort. Produziert werden Reis, Gemüse und Obst.
Yukuhashi wurde am 10. November 1954 zur Stadt aufgewertet.

## Politik
Yukuhashi liegt zusammen mit Buzen, Tagawa (Stadt), Tagawa (Landkreis), Miyako und Chikujō in dem etwa 260.000 Einwohner umfassenden Wahlkreis 11 der Präfektur Fukuoka.

## Verkehr
- Straßen:
  - Nationalstraße 10
  - Nationalstraßen 201,496
- Eisenbahn:
  - JR Nippō-Hauptlinie

## Angrenzende Städte und Gemeinden
- Kitakyūshū
- Chikujō
- Kanda
- Miyako